# تقنين النصوص الإسلامية
الكتب الإسلامية المقدسة هي نصوص يعتقد المسلمون أن الله قد كشفها من خلال أنبياء مختلفين عبر تاريخ البشرية؛ وتحديدًا القرآن الكريم والحديث الشريف. يعتقد المسلمون أن القرآن الكريم هو الوحي الأخير من الله للبشرية، واستكمال وتأكيد للكتب المقدسة السابقة، والتي أنزلها على محمد بين عامي 610 و632 ميلادية، وقنّنها رسميًّا المسلمون في زمن عثمان بن عفان حوالي عام 650 ميلادية؛ حيث أُوجدَ نسخة موحدة.
ويعتبر الحديث أيضًا عند الكثيرين بمثابة وحي إلهي، يوجه المسلمين إلى عدد أوسع من القواعد من القرآن الكريم، بما في ذلك قواعد الشريعة الإسلامية. تمت عمليات الجمع الرئيسة للحديث، وخاصة المُسماة بالكتب الستة، في المقام الأول في القرن التاسع مع عصر المُتوكل، ولكن على عكس القرآن الكريم، فإن هذه النصوص لم تُقنن إلا في وقت لاحق. وأهم المصنفين (الصحيحين) هما صحيح البخاري وصحيح مسلم. وقد بدأ الشافعية في تقنين الكتب الستة في القرن العاشر الميلادي، ثم المالكية والحنبلية في القرن الثاني عشر الميلادي، وأخيرًا الحنفية في القرن الرابع عشر. إن مجموعات الأحاديث المختلفة قد تؤدي إلى التفريق بين فروع الإيمان الإسلامي المختلفة.

## القرآن الكريم

### التقنين العثماني
لم يُجمع القرآن إلا بعد وفاة محمد (في عام 632 م). ووفقًا للتقاليد الإسلامية، أسس الخليفة عثمان بن عفان (حكم 23/644-35 هـ/655 م) نسخةً رسميةً للقرآن الكريم، ويقال إنه بدأ العملية في عام 644 م، وأكمل العمل حوالي عام 650 م (لم يسجل المؤرخون العرب الأوائل التاريخ الدقيق). ومن المقبول عمومًا أن النص العثماني يتضمن جميع سور القرآن الكريم البالغ عددها 114 سورة بالترتيب المعروف اليوم.
إن الشريعة القرآنية هي شكل القرآن الكريم كما تم تلاوته وكتابته والذي يعتبر ملزمًا دينيًّا للمجتمع المسلم. إن هذا النص القانوني مغلق وثابت بمعنى أنه لا يمكن تغيير أو تعديل أي شيء في القرآن.
وفقًا للرواية الإسلامية التقليدية، بحلول زمن خلافة عثمان، كانت هناك حاجة ملحوظة لتوضيح قراءة القرآن. حيث انتشر القرآن الكريم شفويًا بين كل المسلمين الذين حفظوا القرآن الكريم بالكامل (الحفاظ)، ولكن بدأ يظهر "اختلافات" في كيفية تلاوة الكتاب بين المسلمين. ويُعتقد أن القائد حذيفة بن اليمان هو الذي رفع هذه المشكلة إلى الخليفة وطلب منه وضع نص موحد. وبحسب تاريخ الطبري، فإنه أثناء حملة فتح على ضواحي الإمبراطورية الساسانية في القوقاز (أرمينية وأذربيجان) كان هناك عشرة آلاف من محاربي المسلمين الكوفيين، ستة آلاف في أذربيجان وأربعة آلاف في الري، وكان عدد كبير من هؤلاء الجنود يختلفون حول الطريقة الصحيحة لتلاوة القرآن الكريم.
علاوة على ذلك، كان العديد من الحفاظ يموتون. فقد قُتل 70 شخصًا في معركة اليمامة. كما نمت الإمبراطورية الإسلامية بشكل كبير، وتوسعت إلى العراق والشام ومصر وإيران، مما أدى إلى انضمام العديد من المتحولين الجدد إلى الإسلام من ثقافات مختلفة بدرجات متفاوتة من العزلة. كان هؤلاء المتحولون يتحدثون مجموعة متنوعة من اللغات ولكنهم لم يكونوا متعلمين بشكل جيد باللغة العربية، ولذلك شعر حذيفة أنه من المهم توحيد النص المكتوب للقرآن على لهجة عربية واحدة محددة فأبلغ عثمان الذي سارع بجمع القرآن.
حصل عثمان على "صحائف" مكتوبة أو أجزاء من القرآن الكريم من إحدى زوجات النبي محمد (ربما حفصة). وقد تم جمع أجزاء أخرى من الصحابة وأهل البيت "وكُتبَت على الرق والحجر وأوراق النخيل وشفرات أكتاف الإبل" (لم يصل الورق للمسلمين إلا بعد معركة نهر طلاس. وقد عُيّن لجنة مكونة من كاتب محمد (زيد بن ثابت)، وثلاثة من كبار أهل مكة، وأمرهم بنسخ الأوراق في عدة مجلدات بناءً على لهجة قريش (قبيلة النبي محمد).

ورد رد فعل عثمان في عام 653 في الحديث التالي من صحيح البخاري, 6:61:510:
| تقنين النصوص الإسلامية | أن حذيفة بن اليمان قدم على عثمان وكان يغازي أهل الشام في فتح أرمينية وأذربيجان مع أهل العراق ، فأفزع حذيفة اختلافهم في القراءة ، فقال حذيفة لعثمان : يا أمير المؤمنين أدرك هذه الأمة قبل أن يختلفوا في الكتاب اختلاف اليهود والنصارى ، فأرسل عثمان إلى حفصة أن أرسلي إلينا بالصحف ننسخها في المصاحف ، ثم نردها إليك ، فأرسلت بها حفصة إلى عثمان ، فأمر زيد بن ثابت ، وعبد الله بن الزبير ، وسعيد بن العاص ، وعبد الله بن الحارث بن هشام فنسخوها في المصاحف ، وقال عثمان للرهط القرشيين الثلاث : إذا اختلفتم أنتم وزيد بن ثابت في شيء من القرآن فاكتبوه بلسان قريش فإنما نزل بلسانهم ففعلوا ، حتى إذا نسخوا الصحف في المصاحف رد عثمان الصحف إلى حفصة ، وأرسل إلى كل أفق بمصحف مما نسخوا ، وأمر بما سواه من القرآن في كل صحيفة أو مصحف أن يحرق ، قال ابن شهاب : فأخبرني خارجة بن زيد بن ثابت أنه سمع زيد بن ثابت قال : فقدت آية من الأحزاب حين نسخنا المصحف قد كنت أسمع رسول الله - صلى الله عليه وسلم - يقرأ بها ، فالتمسناها فوجدناها مع خزيمة بن ثابت الأنصاري ( من المؤمنين رجال صدقوا ما عاهدوا الله عليه ) فألحقناها في سورتها في المصحف | تقنين النصوص الإسلامية |
وعندما انتهت المهمة، احتفظ عثمان بنسخة واحدة في المدينة المنورة وأرسل أخرى إلى الكوفة والبصرة ودمشق، ووفقًا لبعض الروايات، إلى مكة، وأمر بتدمير جميع النسخ الأخرى المختلفة للقرآن. ويعتقد أن بعض المصاحف غير العثمانية قد نجت في الكوفة، حيث ورد أن عبد الله بن مسعود وأتباعه رفضوا ذلك؛ وعُرف مصحفه باسم مصحف ابن مسعود.
وهذه واحدة من أكثر القضايا المثيرة للجدل ومنطقة غالبًا ما يصطدم فيها العديد من العلماء المسلمين وغير المسلمين؛ وهي موطن خلاف في مذاهب السنة، ولدى الشيعة فيما يُعرف بمصحف علي.

### السبعةأحرف
وفقًا للتقاليد الإسلامية، نزل القرآن على محمد في سبعة أحرف (فُسرَت إلى "أنماط" أو "أشكال" أو "أوضاع"). ولكن عثمان لم يقر إلا حرفًا واحدًا (حسب التقليد). وفقًا للتقاليد الإسلامية، دُمرَت الأحرف الأخرى لأنه بعد وفاة محمد بدأ التنافس يتطور بين بعض القبائل العربية حول التفوق المزعوم لأحرفهم. بالإضافة إلى ذلك، بدأ بعض المهتدين الجدد إلى الإسلام في خلط أشكال التلاوة المختلفة بسبب الجهل. وبناء على ذلك، وفي إطار تقديس القرآن، أمر الخليفة عثمان بتدمير بقية الأحرف.
وهذا لا يعني أن قراءة واحدة فقط من القرآن هي المعتمدة. إن الحرف الواحد الذي أقره عثمان لم يتضمن النقاط أو علامات التشكيل، مما سمح بقراءات مختلفة. وقد لاحظ العالم أبو بكر بن مجاهد سبع قراءات - تُعرف بالقراءات القرآنية - وقام بتقنينها في القرن الثامن الميلادي. أضاف علماء لاحقون، مثل ابن الجزري، ثلاثة قراء آخرين (أبو جعفر من المدينة، ويعقوب من البصرة، وخلف من الكوفة) لتشكيل القائمة القانونية للقراءات العشر.
من بين العشرة، أصبح القرآن يُطبع على قراءة حفص عن عاصم حيث هي التي شاعت، وتقريبًا هي النسخة القرآنية الوحيدة "المستخدمة بشكل عام" في العالم الإسلامي اليوموهذا بسبب النسخة المصرية القياسية للقرآن الكريم التي نُشرت لأول مرة في 10 تموز 1924 م في القاهرة. وقد نُسب إلى مطابع المصاحف المنتجة بكميات كبيرة (نسخ مكتوبة من القرآن الكريم) تضييق نطاق تنوع القراءات.

### المعتقد الشيعي
علي هو الخليفة الرابع الراشدي (حكم. 656-661 م) والإمام الشيعي الأول، يُعتقد تاريخيًّا على نطاق واسع أنه قام بتجميع نسخة خاصة به من القرآن الكريم. وعلى وجه الخصوص، هناك تقارير تفيد بأن عليًا وبعض صحابة محمد جمعوا آيات القرآن الكريم في حياة النبي، في حين تؤكد تقارير أخرى أن عليًا أعد مخطوطته فور وفاة محمد في عام 632 م. ربما تم تلفيق هذه المجموعة الأخيرة من التقارير للإيحاء بالإجماع حول خلافة أبي بكر، أي أن انشغال علي بمخطوطته في هذه التقارير يهدف إلى تبرير غيابه الذي ترددت شائعات واسعة النطاق عن اجتماع السقيفة حيث تم انتخاب أبو بكر خليفة بعد وفاة محمد.
في مصحفه، ربما رتب علي الآيات حسب الترتيب الذي نزلت به على محمد، على الرغم من أن هذا الادعاء به تحديات. ربما كان مصحف علي قد تضمن أيضًا معلومات إضافية عن الآيات المنسوخة من القرآن الكريم. وبحسب بعض الروايات الشيعية، عرض علي مخطوطته للاستخدام الرسمي بعد وفاة محمد، لكن بعض الصحابة رفضوا ذلك. وبدلًا من ذلك، ربما عرض علي نسخته للاستخدام الرسمي على عثمان أثناء خلافته، لكن الخليفة رفضها لصالح المتغيرات الأخرى المتاحة له. وأما مصيره، فيعتقد الشيعة الإثني عشرية أن مخطوطة علي قد انتقلت من كل إمام إلى خليفته. في المعتقد الاثني عشري، فإن المصحف الآن في حوزة محمد المهدي،

#### الاختلافات مع مخطوطة العثماني
تزعم بعض النصوص التاريخية السنية أن المصحف العثماني الرسمي للقرآن غير مكتمل، كما هو مفصل في فضائل القرآن للمفسر السني أبو عبيد القاسم بن سلام (توفي. 838 )، من بين أمور أخرى. دعمًا لحق علي في الخلافة بعد محمد، استشهد الشيعة بهذه التقارير لاتهام كبار الصحابة بإزالة الإشارات الصريحة إلى علي لأسباب سياسية. ومع ذلك فإن الاتهام بأن بعض الآيات قد أُعيد توجيهها في مصحف عثمان أو القول بأن مصحف علي يُرتب الآيات بطريقة مختلفة، يهي آراء موجودة التقاليد الشيعية. ومن بين التقارير الأخرى، يمكن العثور على مثل هذه التقارير في كتاب القراءات للمفسر الشيعي أحمد بن محمد السياري في القرن التاسع، على الرغم من اتهامه على نطاق واسع بالارتباط بالغلاة. وبما أن مصحف علي هي النسخة الأمينة للقرآن الكريم، فقد قيل إنها كانت أطول من النسخة الرسمية، مع إشارات صريحة إلى علي. ويبدو أن هذا الرأي كان شائعًا بين علماء الشيعة الأوائل خاصةً قبل عهد البويهيين (حكم. 934–1062). وعلى النقيض من ذلك، فإن أي اختلاف بين المصحفين مرفوض من أهل السنة لأن عليًّا لم يفرض تنقيحه أثناء خلافته، في حين أن الحجة المضادة لدى الشيعة هي أن عليًّا تعمد الصمت بشأن هذه المسألة الخلافية. إن مسألة مصحف علي جدلية للغاية للسنة والشيعة، فهناك إشارات كثيرة إلى وجود مصاحف غير المصحف العثماني مثل مصحف أبي بن كعب، ومصحف علي؛ وفي حين يُقر الشيعة مصحف علي؛ إلا أن آراؤهم عن الفروقات كثيرة ولا يوجد رأي مُتفق عليه، مع أنهم لا يُقرون تحريف القرآن ويطعنون في قائل هذا القول.
وبدلاً من ذلك، ربما كانت ترجمة علي تتطابق مع المخطوطة العثمانية، باستثناء ترتيب محتواها،  ولكنها رُفضت لأسباب سياسية لأنها تضمنت أيضًا التعليق الحزبي لعلي،  الذي غالبًا ما يُعد من بين أبرز المفسرين للقرآن.  لقد كان الاعتقاد بأن مخطوطة العثمانيين صحيحة هو الرأي السائد لدى الشيعة منذ عهد البويهيين.  وقد شكك بعض علماء الشيعة في صحة تلك التقاليد التي تزعم وجود اختلافات نصية مع مخطوطة عثمان، ونسبوها إلى الغلاة،   أو إلى التقاليد السنية المبكرة،  في حين ألقى السنة بدورهم باللوم على الشيعة في نشوء ادعاءات التزوير واتهموهم باعتناق مثل هذه الآراء، في كثير من الأحيان دون تمييز.   وقد قام علماء الشيعة الآخرون بإعادة تفسير الأحاديث التي قد تشير إلى تحريف القرآن.  على سبيل المثال، يشير أحد الأحاديث المنسوبة إلى علي إلى أن ربع القرآن يتحدث عن آل محمد، أو أهل البيت ، في حين أن الربع الآخر يتحدث عن أعدائهم. من المؤكد أن مخطوطة العثماني لا تفي بهذا الوصف، ولكن التناقض يمكن تفسيره من خلال تقليد شيعي آخر، والذي ينص على أن آيات القرآن الكريم عن الفاضلين موجهة في المقام الأول إلى أهل البيت، في حين أن تلك الآيات عن الأشرار موجهة أولاً إلى أعدائهم. 

## الحديث
يأتي بعد القرآن الكريم في السلطة كمصدر للتشريع الديني والتوجيه الأخلاقي في الإسلام، الحديث؛ وهو سجل ما يعتقد المسلمون أنه أقوال وأفعال وموافقة صامتة من النبي محمد . في حين أن عدد الآيات المتعلقة بالقانون في القرآن قليل نسبيًا، فإن الحديث يعطي توجيهات بشأن كل شيء بدءًا من تفاصيل الالتزامات الدينية (مثل الغسل أو الوضوء ، الوضوء للصلاة)، إلى أشكال التحية الصحيحة وأهمية الإحسان إلى المُستضعفين. وهكذا فإن "الجزء الأعظم" من قواعد الشريعة الإسلامية مستمدة من الحديث، وليس من القرآن. تأتي السلطة الكتابية للحديث من القرآن الذي يأمر المسلمين بمحاكاة محمد وطاعة أحكامه (في آيات مثل 24:54
: (قل أطيعوا الله وأطيعوا الرسول)، و33:21
: (لَقَدْ كَانَ لَكُمْ فِي رَسُولِ اللَّهِ أُسْوَةٌ حَسَنَةٌ)).
ونظرًا لوجود عدد كبير من الأحاديث المكذوبة، فقد بذل العلماء في مجال يعرف بدراسات الحديث جهدًا كبيرًا لفحص الأحاديث وتصنيفها على مقياس الأصالة. في الإسلام السني هناك ست مجموعات رئيسة من الأحاديث الصحيحة تعرف باسم الكتب الستة أو الصحاح الستة. أشهر مجموعتي الأحاديث الصحيحة هما صحيح البخاري وصحيح مسلم المعروفان بالصحيحين . وقد صدرت هذه الأعمال بعد أكثر من قرنين من ظهور المصحف العثماني، (ومجموعات الأحاديث ليس لها تواريخ نشر أصلية، ولكن تواريخ وفاة المؤلفين تتراوح بين 870 إلى 915 م)؛ لذلك سندها ليست بقوة السند القرآني.

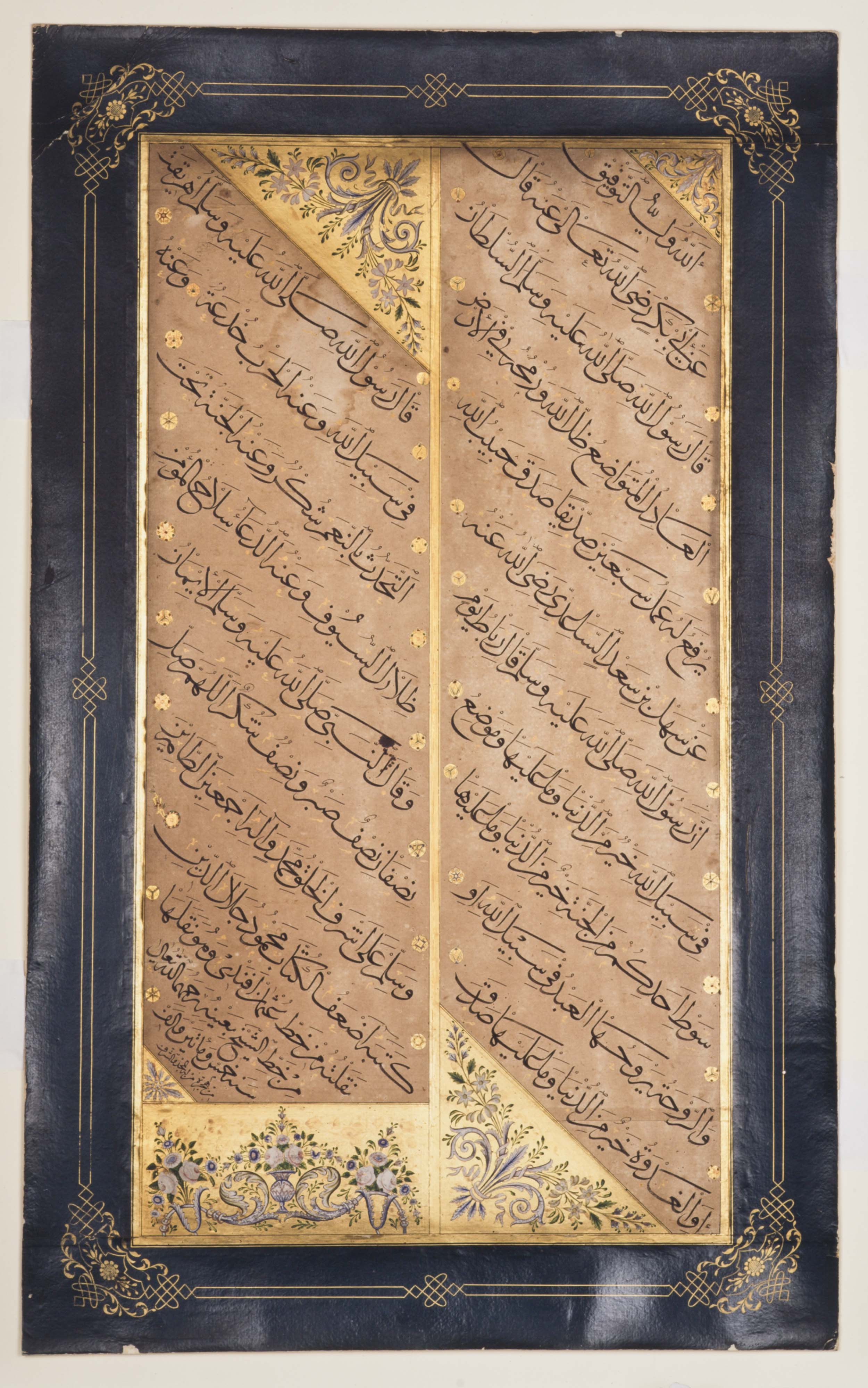
ترتيب خطي لثمانية أحاديث مؤرخة سنة 1205 هـ (1790-1791 م)

وبما أن مجموعات الأحاديث الستة التي يستخدمها المسلمون السنة كانت تعتمد على رواة وناقلين يعتقد الشيعة أنهم عاملوا عليًّا بشكل غير عادل وبالتالي لم يكونوا جديرين بالثقة، فإن الشيعة يتبعون مجموعات أحاديث مختلفة؛ جمعوها تقريبًا في نفس وقت جمع الحديث السُّني. أشهرها "الكتب الأربعة" التي جمعها ثلاثة مؤلفين يعرفون باسم "المحمدين الثلاثة". والكتب الأربعة هي: كتاب الكافي لمحمد بن يعقوب الكليني (ت 329 هـ )، وكتاب من لا يحضره الفقيه للشيخ الصدوق، وكتاب التهذيب والاستبصار للشيخ محمد الطوسي. ويستفيد رجال الدين الشيعة أيضًا من مجموعات واسعة من التعليقات والتعليقات التي كتبها مؤلفون لاحقون.

وقد جُمعَت مجموعات الأحاديث بعد قرون من نزول القرآن، ولم تُقنن إلا بعد ذلك بكثير. قام الباحث جوناثان إيه سي براون بدراسة عملية تقنين مجموعتي الحديث "الأكثر شهرة" - صحيح البخاري وصحيح مسلم - والتي انتقلت من كونها "مثيرة للجدل إلى كونها لا غنى عنها" على مر القرون عند عموم المسلمين.
ومنذ إنشائها، تعرضت هذه الكتب لانتقادات شديدة ورفض شديد: فقد اضطر مسلم إلى القول بأن كتابه كان مجرد "مجموعة خاصة" (94)، واتهم البخاري بالسرقة الأدبية (95). لم يكن القرنان الرابع/العاشر والخامس/الحادي عشر أكثر لطفًا، فبينما دافع الشافعية عن الصحيحين، كان المالكية في البداية مفتونين بنصوصهم الخاصة و"غير مترابطين مع شبكة الصحيحين" (37)، بينما كان الحنابلة ينتقدونها علانية. ولم تتوصل هذه المدارس إلى اتفاق ضمني بشأن وضع "قانون الصحيحين كمقياس للأصالة في الجدل وشرح عقائد مدارسهم" إلا في منتصف القرن الخامس/الحادي عشر (222)؛ وسوف تمر ثلاثة قرون أخرى قبل أن ينضم إليهم الحنفية في هذا التقييم. إن التطور لتقبل هذه النصوص يستحق دراسة، فمع مُحاربة السلطة المتوكلية للفكر المُعتزلي أُنشئَت هذه النصوص التي انتقدها عموم المسلمين أولًا لتُصبح بعد قرون عندهم من أصح الكتب وأوثقها.
يكتب براون أن الكتب لاحقًا حققت مكانة رمزية في المجتمع الإسلامي السني لدرجة أن قراءاتها العامة كانت تُجرى في القاهرة في عام 790 هـ/1388 م لدرء الطاعون، كما أطلق رجل الدولة المغربي مولاي إسماعيل (تُوفي عام 1727 م) على قواته الخاصة لقب "عبيد البخاري". كما أشار إلى إمكانية وجود علاقة بين انتشار هذه الكتب وتوقف العصر الذهبي للإسلام مع إهمال فكرة العقل قبل النقل.

## طالع أيضًا
- قائمة النصوص الإسلامية
- قائمة الكتب الشيعية
- الأنبياء والرسل في الإسلام
- الدراسات القرآنية
- السنة
- التسلسل الزمني لتاريخ الإسلام (القرن السابع)

## ملحوظات
1. ↑  لم تُنقّط (العُجمة) الحروف وتُوجد الحركات إلا لاحقًا في زمن علي بن أبي طالب بيد أبي الأسود على قول، وفي قول آخر على يد تلميذه نصر بن عاصم الليثي؛ حيث بدأ الاهتمام بتقنين اللغة العربية (مدارس النحو والصرف)، فوُضعَت النقاط فوق الأحرف، وأُنشئ شكل الحركات ليكون نقطتان متجاورتان وبلون مُختلف؛ ولاحقًا أقدم الخليل بن أحمد الفراهيدي على توضيح شكل الحركات ليكون كما نستخدمه اليوم
2. ↑  وتوجد نسخ أخرى ذات اختلافات طفيفة، مثل نسخة ورش (ت. 197/812) التي تنتشر في المناطق الشمالية الغربية من أفريقيا.[24][25]
3. ↑  الاقتباس مأخوذ من مراجعة بقلم جوناثان بروكوب، وليس من مؤلف الكتاب جوناثان براون

### الاستشهادات
1. ↑  Concise Encyclopedia of Islam, Cyril Glasse, Holy Books
2. ↑  "Hadith". Encyclopaedia Britannica. مؤرشف من الأصل في 2025-05-22. اطلع عليه بتاريخ 2020-07-31.
3. ↑  Forte، David F. (1978). "Islamic Law; the impact of Joseph Schacht" (PDF). Loyola of Los Angeles International and Comparative Law Review. ج. 1: 2. مؤرشف من الأصل (PDF) في 2025-03-29. اطلع عليه بتاريخ 2018-04-19.
4. ↑  "The Canonization of al-Bukhārī and Muslim". Brill. اطلع عليه بتاريخ 2020-07-31.
5. ↑  J.A.C. Brown, Misquoting Muhammad, 2014: p.8
6. ↑  Shoemaker، Thomas. "The Development of the Canonical Qur'an". mesacc.edu/. مؤرشف من الأصل في 2021-03-04. اطلع عليه بتاريخ 2020-07-30.
7. 1 2  Cook, The Koran, 2000: p.119
8. ↑  Leaman، Oliver (2006). "Canon". The Qur'an: an Encyclopedia. New York, NY: Routledge. ص. 136–139. ISBN:0-415-32639-7.
9. 1 2  Leaman، Oliver (2006). "Canon". The Qur'an: an Encyclopedia. New York, NY: Routledge. ص. 136–139. ISBN:0-415-32639-7.Leaman, Oliver (2006). "Canon". The Qur'an: an Encyclopedia. New York, NY: Routledge. pp. 136–139. ISBN 0-415-32639-7.
10. ↑  Al-Tabari (1990). Ihsan Abbas؛ C. E. Bosworth؛ Franz Rosenthal؛ Ehsan Yar-Sharter (المحررون). The History of al-Tabari: The Crisis of the Early Caliphate. Stephen Humphreys (trans.). Albany, NY: State University of New York Press. ص. 8. ISBN:0-7914-0154-5.
11. ↑  al-Tabari (1990). Ihsan Abbas؛ C. E. Bosworth؛ Franz Rosenthal؛ Ehsan Yar-Sharter (المحررون). The History of al-Tabari: The Crisis of the Early Caliphate. R. Humphreys (trans.). Albany, NY: State University of New York Press. ص. 42. ISBN:0-7914-0154-5.
12. ↑  EKINCI، EKREM BUĞRA (2 يونيو 2017). "History of the compilation of Quran". Daily Sabah. مؤرشف من الأصل في 2025-02-19. اطلع عليه بتاريخ 2020-07-30.
13. ↑  Al-Tabari (1989). Ihsan Abbas؛ C. E. Bosworth؛ Jacob Lassner؛ Franz Rosenthal؛ Ehsan Yar-Shater (المحررون). The History of al-Tabari: The Conquest of Iraq, Southwestern Persia, and Egypt. Gautier H. A. Juynboll (trans.). Albany, NY: State University of New York Press. ص. 2–6. ISBN:0-88706-876-6.
14. ↑  CALAMUR، KRISHNADEV (22 يوليو 2015). "University In U.K. Finds Muhammad-Era Quran Pages Among Its Possessions". NPR. مؤرشف من الأصل في 2025-05-14. اطلع عليه بتاريخ 2020-07-30.
15. ↑  Pearson, J. D.; Paret, R.; Welch, A. T. (2012). "al-Kur'an". In Bearman, P.; Bianquis, Th.; Bosworth, C.E.; van Donzel, E.; Heinrichs, W.P. (eds.). Encyclopaedia of Islam New Edition Online (EI-2 English). Encyclopedia of Islam (بالإنجليزية) (Second ed.). Brill. Archived from the original on 2024-02-25. Retrieved 2025-06-09.
16. ↑  Pearson, J. D.; Paret, R.; Welch, A. T. (2012). "al-Kur'an". In Bearman, P.; Bianquis, Th.; Bosworth, C.E.; van Donzel, E.; Heinrichs, W.P. (eds.). Encyclopaedia of Islam New Edition Online (EI-2 English). Encyclopedia of Islam (بالإنجليزية) (Second ed.). Brill. Archived from the original on 2024-02-25. Retrieved 2025-06-09.Pearson, J. D.; Paret, R.; Welch, A. T. (2012). "al-Kur'an". In Bearman, P.; Bianquis, Th.; Bosworth, C.E.; van Donzel, E.; Heinrichs, W.P. (eds.). Encyclopedia of Islam (Second ed.). Brill.
17. ↑  Abu Ameenah Bilal Philips, Tafseer Soorah Al-Hujuraat, 1990, Tawheed Publications, Riyadh, pp. 29–30.
18. 1 2  Abu Ameenah Bilal Philips, Tafseer Soorah Al-Hujuraat, 1990, Tawheed Publications, Riyadh, p. 28-29
19. ↑  "Versions Of The Qur'an?". Islamic Awareness. 15 يناير 2002. مؤرشف من الأصل في 2025-05-02. اطلع عليه بتاريخ 2020-07-16.
20. ↑  Shady Hekmat Nasser, Ibn Mujahid and the Canonization of the Seven Readings, p. 129. Taken from The Transmission of the Variant Readings of the Qur'an: The Problem of Tawaatur and the Emergence of Shawaadhdh. Leiden: Brill Publishers, 2012. (ردمك 9789004240810) نسخة محفوظة 2023-11-16 على موقع واي باك مشين.
21. ↑  Ajaja، Abdurrazzak. "القراءات : The readings". مؤرشف من الأصل في 2025-02-20.
22. ↑  Khan، Nazir؛ Khatib، Ammar. "The Origins of the Variant Readings of the Qur'an". Yaqeen Institute. مؤرشف من الأصل في 2020-06-28. اطلع عليه بتاريخ 2020-03-30.
23. ↑  Böwering, "Recent Research on the Construction of the Quran", 2008: p.74
24. ↑  QA. Welch, Kuran, EI2 5, 409
25. ↑  Böwering, "Recent Research on the Construction of the Quran", 2008: p.84
26. ↑  Mattson، Ingrid (2013). The Story of the Qur'an: Its History and Place in Muslim Life. John Wiley & Sons. ص. 129. ISBN:9780470673492. مؤرشف من الأصل في 2023-05-25. اطلع عليه بتاريخ 2020-04-11.
27. ↑  Lalani 2006، صفحات 30 – 31.
28. ↑  Esack 2005، صفحة 89.
29. ↑  Modarressi 1993، صفحة 16 – 17.
30. 1 2  Modarressi 1993، صفحات 17 – 18.
31. ↑  Amir-Moezzi 2009، صفحة 14.
32. ↑  Lalani 2006، صفحة 30.
33. 1 2 3 4  Modarressi 2003، صفحة 2.
34. ↑  Modarressi 1993، صفحة 14.
35. ↑  Momen 1985، صفحة 150.
36. 1 2 3 4  Amir-Moezzi 2009، صفحة 24.
37. ↑  Amir-Moezzi 2009، صفحات 29 – 30.
38. 1 2  Amir-Moezzi 1994، صفحة 89.
39. 1 2  Modarressi 1993، صفحات 22, 25 – 26.
40. ↑  Amir-Moezzi 2009، صفحة 16.
41. ↑  Modarressi 1993، صفحة 23.
42. ↑  Bar-Asher.
43. ↑  Momen 1985، صفحات 172 – 173.
44. ↑  Kohlberg 2009، صفحات 31 – 32.
45. ↑  Kohlberg 2009، صفحات 32 – 33.
46. ↑  Modarressi 1993، صفحة 32.
47. ↑  Amir-Moezzi 2009، صفحة 26.
48. ↑  Esack 2005، صفحة 90.
49. ↑  Amir-Moezzi 2009، صفحة 25.
50. ↑  Lalani 2006، صفحة 29.
51. ↑  Momen 1985، صفحات 77, 81.
52. ↑  Amir-Moezzi 2009، صفحة 28.
53. 1 2 3  Modarressi 1993، صفحات 36 – 39.
54. ↑  Momen 1985، صفحة 74.
55. ↑  Ayoub 1988، صفحة 191.
56. ↑  Modarressi 1993، صفحة 29.
57. ↑  "Hadith". Encyclopaedia Britannica. مؤرشف من الأصل في 2025-05-22. اطلع عليه بتاريخ 2020-07-31."Hadith". Encyclopaedia Britannica. Retrieved 31 July 2020.
58. ↑  An-Nawawi, Riyadh As-Salihin, 1975: p.203
59. ↑  An-Nawawi, Riyadh As-Salihin, 1975: p.168
60. ↑  An-Nawawi, Riyadh As-Salihin, 1975: p.229
61. ↑  Forte، David F. (1978). "Islamic Law; the impact of Joseph Schacht" (PDF). Loyola of Los Angeles International and Comparative Law Review. ج. 1: 2. مؤرشف من الأصل (PDF) في 2025-03-29. اطلع عليه بتاريخ 2018-04-19.Forte, David F. (1978). "Islamic Law; the impact of Joseph Schacht" (PDF). Loyola of Los Angeles International and Comparative Law Review. 1: 2. Retrieved 19 April 2018.
62. ↑  "Sahih Muslim (7 Vol. Set)". Dar-us-Salam Islamic Bookstore (online bookshop catalogue entry). مؤرشف من الأصل في 2009-06-01. اطلع عليه بتاريخ 2015-09-05.
63. ↑  Momen, Moojan, Introduction to Shi'i Islam, Yale University Press, 1985, p.174.
64. ↑  "The Canonization of al-Bukhārī and Muslim". Brill. اطلع عليه بتاريخ 2020-07-31."The Canonization of al-Bukhārī and Muslim". Brill. Retrieved 31 July 2020.
65. ↑  Brockopp، Jonathan E. (2010). "Reviewed Work: The Canonization of al-Bukhārī and Muslim. The Formation and Function of the Sunnī Ḥadīth Canon by Jonathan A. C. Brown". Islamic Law and Society. ج. 17 ع. 2: 280. DOI:10.1163/092893810X502968. JSTOR:25704011. مؤرشف من الأصل في 2023-05-24. اطلع عليه بتاريخ 2020-07-31.
66. 1 2  Brockopp، Jonathan E. (2010). "Reviewed Work: The Canonization of al-Bukhārī and Muslim. The Formation and Function of the Sunnī Ḥadīth Canon by Jonathan A. C. Brown". Islamic Law and Society. ج. 17 ع. 2: 281. DOI:10.1163/092893810X502968. JSTOR:25704011. مؤرشف من الأصل في 2023-05-24. اطلع عليه بتاريخ 2020-07-31.